# Marion Post Wolcott
Marion Post (7 de junho de 1910 – 24 de novembro de 1990), mais tarde Marion Post Wolcott, foi uma fotógrafa americana famosa que trabalhou para a Farm Security Administration durante a Grande Depressão, documentando a pobreza e privação.

## Vida
Marion Post nasceu em New Jersey, Estados Unidos, no dia 7 de junho de 1910. Seus pais se separaram e ela foi enviada para um internato, passando tempo em casa com a mãe, em Greenwich Village, quando não estava na escola. Durante seu tempo lá, conheceu vários artistas e músicos e se interessou por dança. Ela estudou na The New School.
Post treinou para servir como professora, e foi trabalhar em uma pequena cidade em Massachusetts. Neste lugar, ela viu a realidade da Grande Depressão e os problemas vivenciados pelos pobres. Quando a escola onde trabalhava fechou, ela foi para a Europa estudar com sua irmã Helen. Helen estudava com Trude Fleischmann, uma fotógrafa de Viena. Marion Post mostrou a Fleischmann algumas de suas fotografias e foi instruída a se ater à área.

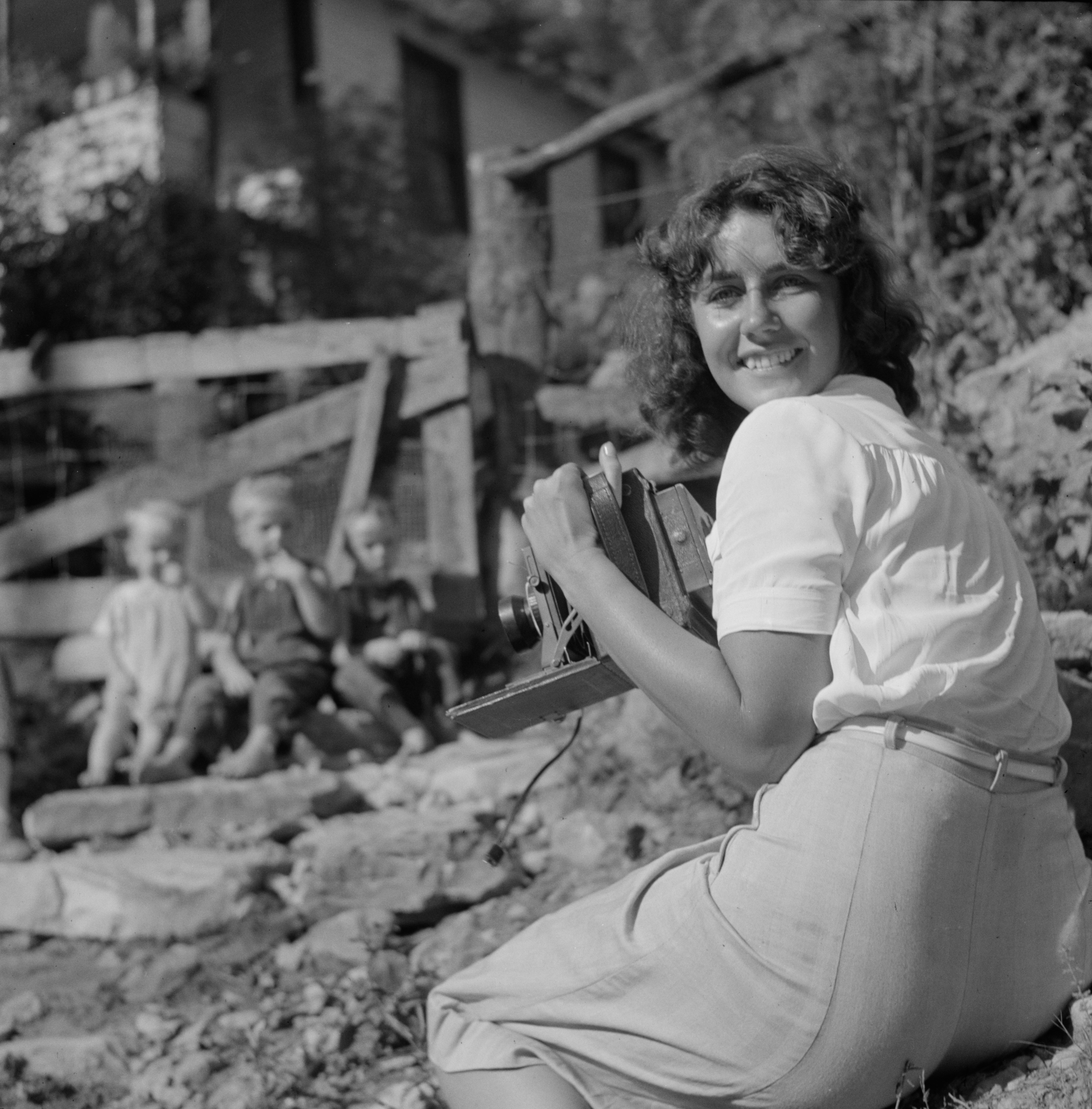
Marion Post (Wolcott), Kentucky, fevereiro de 1940

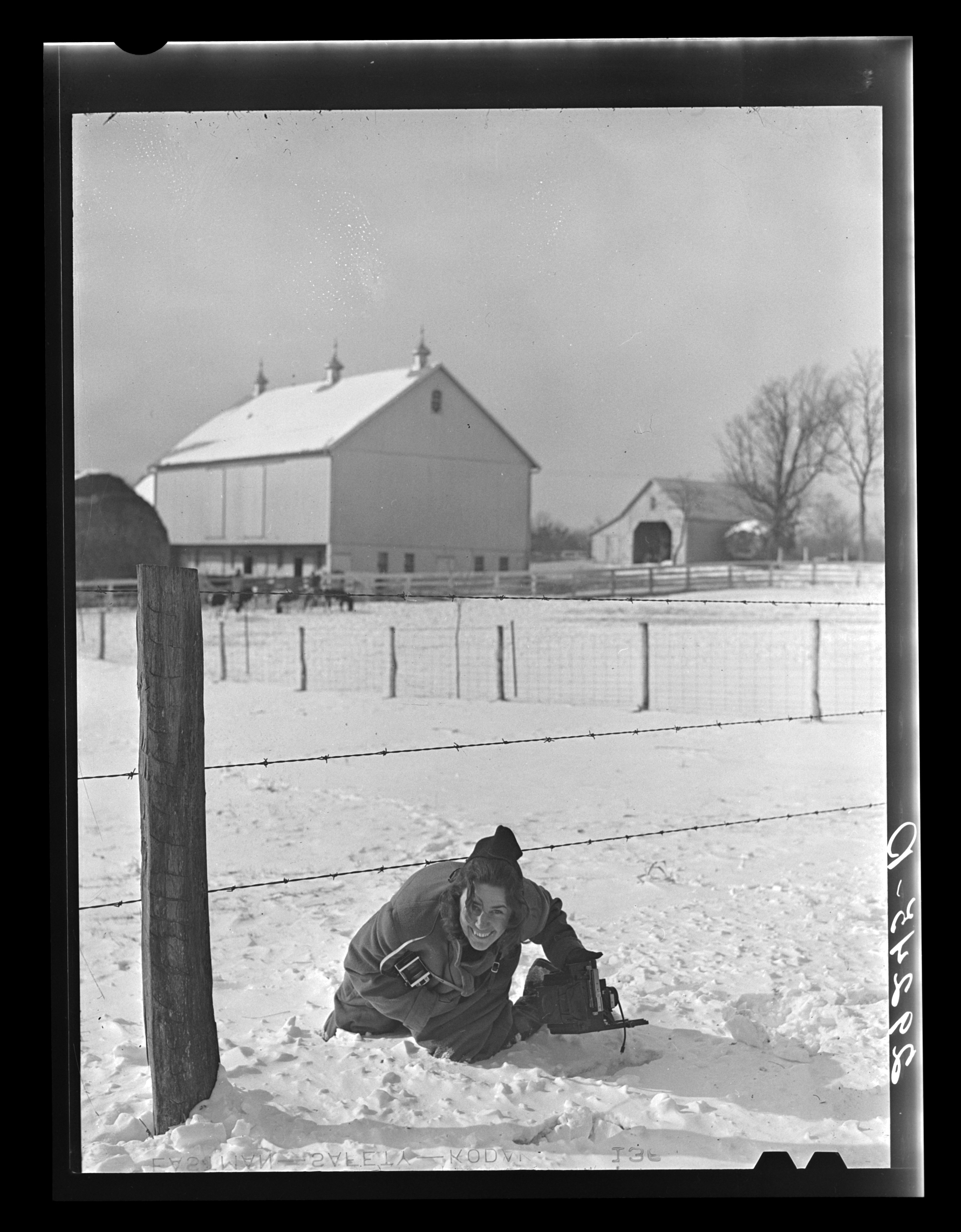
Marion Post Wolcott com Rolleiflex e Speed Graphic na mão, no Condado de Montgomery, Maryland

Enquanto em Viena, ela viu alguns dos ataques nazistas à população judaica e ficou horrorizada. Pouco tempo depois, ela e a irmã tiveram que voltar para a América por segurança. Ela voltou a trabalhar como professora, mas também continuou a tirar fotos, e se envolveu no movimento antifascista. Na Liga de Nova York de Fotografia, ela conheceu Ralph Steiner e Paul Strand, que a incentivaram. Quando descobriu que o Philadelphia Evening Bulletin estava sempre enviando-a para cobrir "histórias de mulheres", Ralph Steiner levou o portfólio de Post para Roy Stryker, chefe da Farm Security Administration (FSA), e Paul Strand escreveu uma carta de recomendação. Stryker ficou impressionado com seu trabalho e a contratou imediatamente.
As fotografias de Post para a FSA frequentemente exploravam os aspectos políticos da pobreza e privação. Elas também tinham um toque de humor nas situações que ela encontrou.
Em 1941, ela conheceu Leon Oliver Wolcott, vice-diretor de relações de guerra do Departamento de Agricultura dos Estados Unidos sob Franklin Roosevelt. Eles se casaram e Marion continuou suas tarefas na FSA, mas renunciou logo em seguida, em fevereiro de 1942. Wolcott achou difícil realizar seu trabalho como fotógrafa ao mesmo tempo que criava sua família e viajava para o exterior.
Na década de 1970, um interesse renovado de acadêmicos pelo trabalho fotográfico de Wolcott trouxe de volta seu próprio interesse em fotografia. Em 1978, ela realizou sua primeira exibição individual na Califórnia, e na década de 1980 o Instituto Smithsoniano e o Museu Metropolitano de Arte de Nova York começaram a colecionar suas fotografias. A primeira monografia escrita sobre as obras de Marion Post foi publicada em 1983. Wolcott era uma defensora dos direitos das mulheres; em 1986, Wolcott disse: "Mulheres já percorreram um longo caminho, mas ainda não foram longe suficiente. [...] Fale com as imagens de sua alma e seu coração" (Women in Photography Conference, Siracusa, N.Y.).
O trabalho de Marion Post Wolcott está arquivado no Centro de Fotografia Criativa da Universidade do Arizona em Tucson, Arizona.

## Galeria

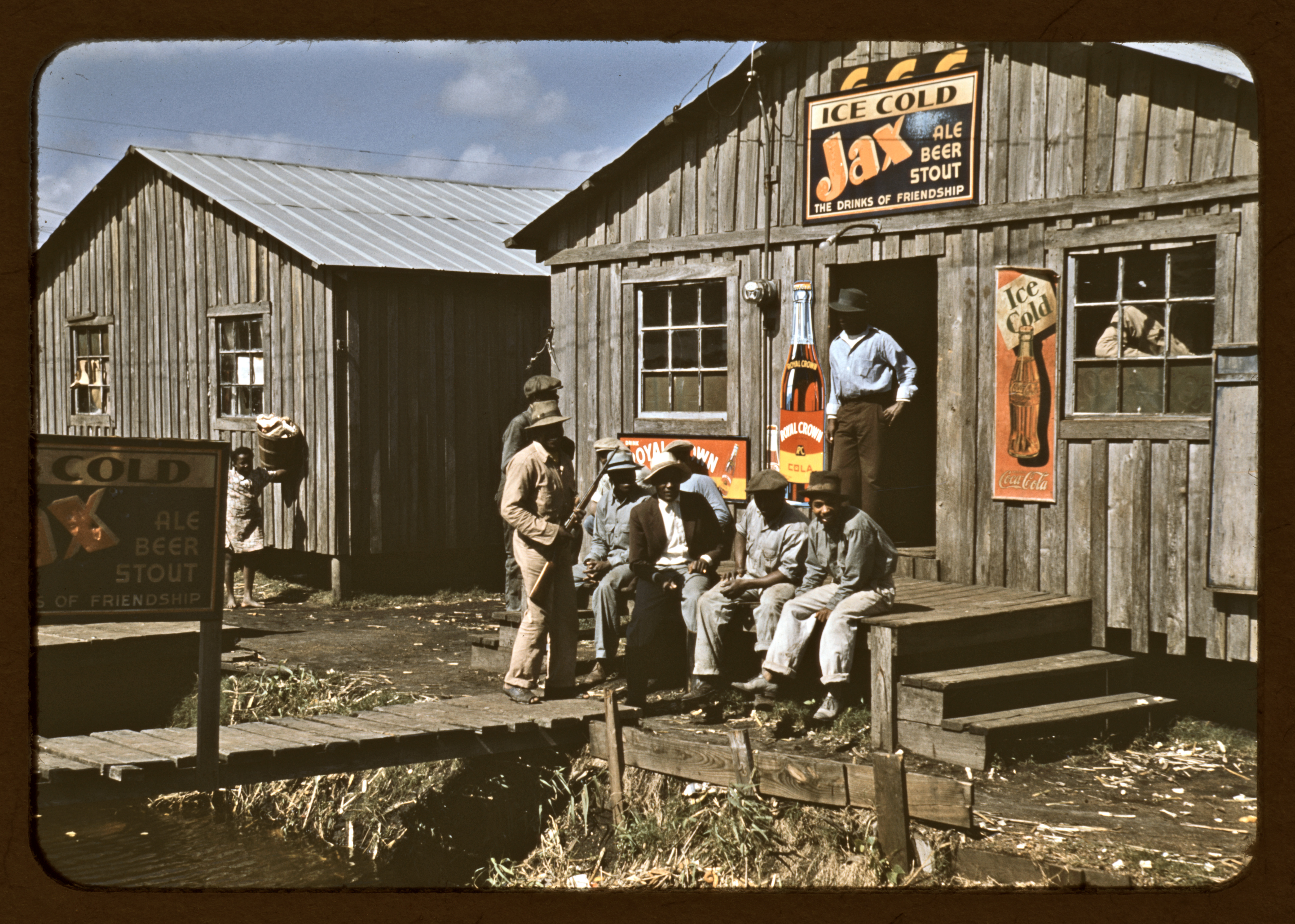
Um juke joint localizado em Belle Glade, Flórida. Fotografado por Marion Post Wolcott em 1944.
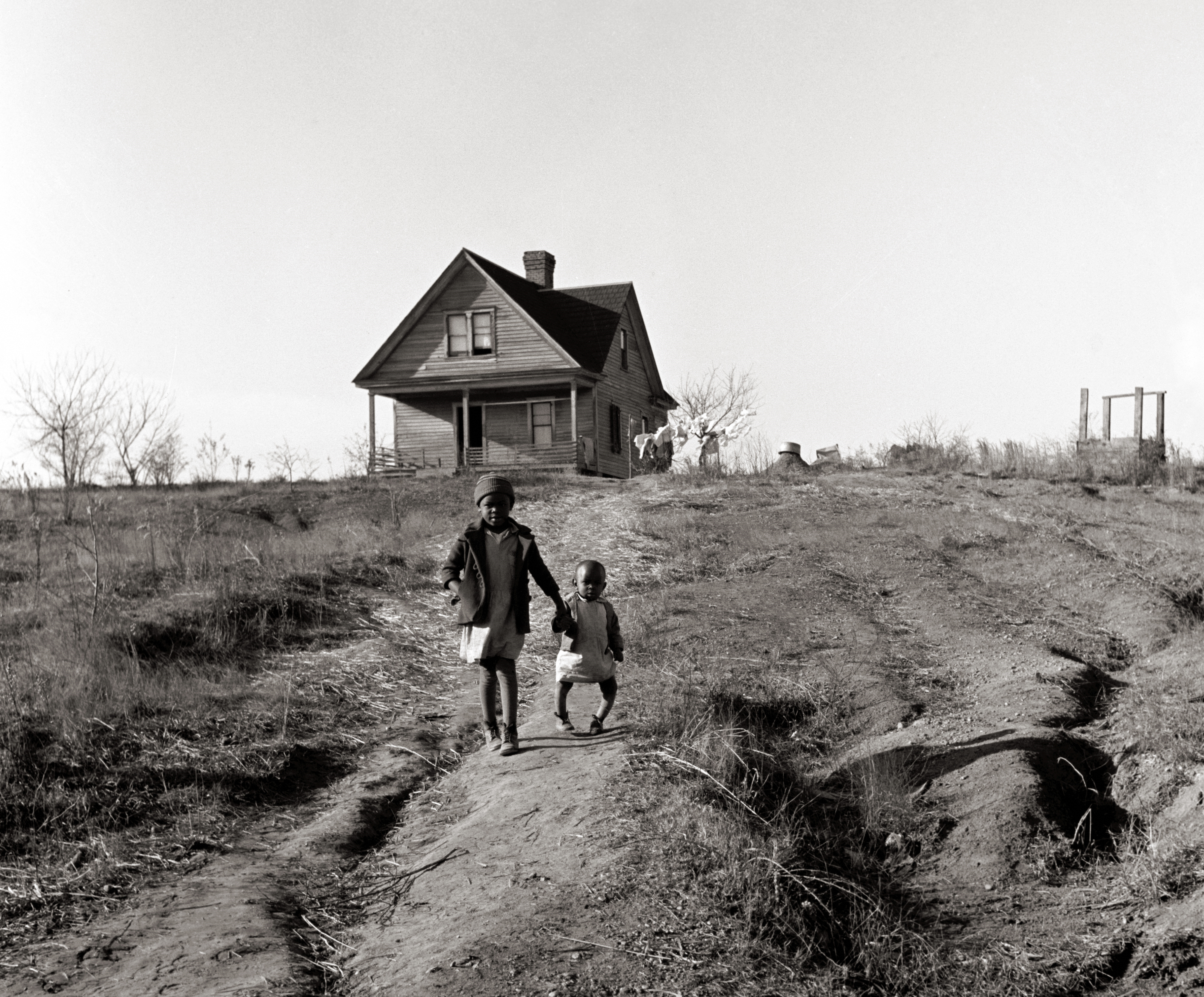
Crianças afro-americanas de Wadesboro, Carolina do Norte. Fotografado por Marion Post Wolcott em 1938.
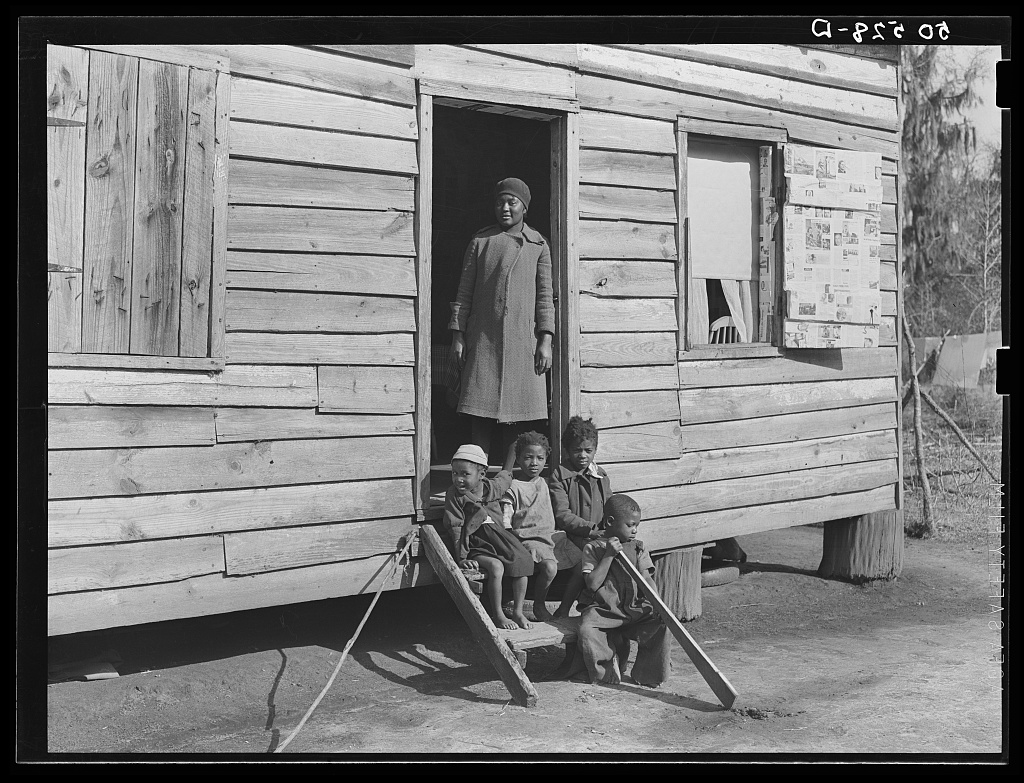
Casa de negros perto de Charleston, Carolina do Sul, 1938
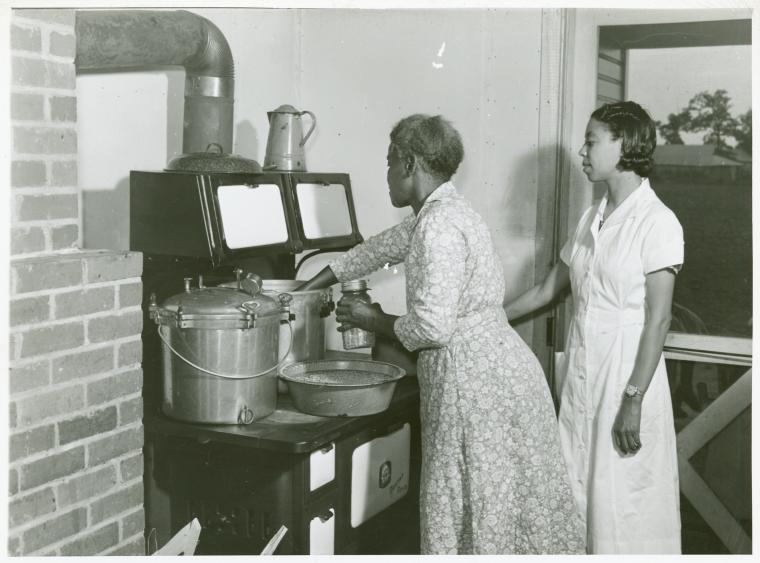
Ada Turner e Evelyn M. Driver, Administração da Casa, 1939